# Conus pusio
Conus pusio е вид охлюв от семейство Conidae. Видът не е застрашен от изчезване.

## Разпространение
Разпространен е в Американски Вирджински острови, Британски Вирджински острови, Доминиканска република, Пуерто Рико и Хаити.